# Beauceville
Beauceville är en stad (kommun av typen ville) och tätort (centre de population) i provinsen Québec i Kanada. Den ligger i regionen Chaudière-Appalaches, i den sydöstra delen av landet, 400 km öster om huvudstaden Ottawa. Antalet invånare vid folkräkningen 2021 var 6 185 i kommunen och 3 598 i tätorten.